# روني الشيخ
روني الشيخ (بالعبرية: רוני אלשיך) ويُلقب بالثعلب (وُلد 20 مارس 1963 في اليمن)، هو ضابط أمن إسرائيلي يمني الأصل، عمل لمدة 27 عام في جهاز الشاباك الإسرائيلي ووصل لمنصب نائب رئيس الجهاز، أختير لمنصب القائد العام لشرطة إسرائيل عام 2015 ليكون بذلك أول يهودي من أصل يمني يتقلد هذا المنصب.
انهى مهام قائد الشرطة العام نهاية 2018 ولم يتم تجديد ولايته لفترة جديدة، واتسمت نهاية فترته بخلاف حاد مع رئيس الحكومة نتنياهو على خلفية التحقيقات الجنائية التي اجرتها شرطة إسرائيل في عدة قضايا فساد يتورط بها نتنياهو.

## حياته
وُلد روني الشيخ عام 1963 في مدينة صنعاء باليمن لأسرة يهودية، ثم غادرها رفقة عائلته إلى إسرائيل عام 1981، حيث أكمل دراسته الثانوية في معاهد دينية، وتُوِّج مساره التعليمي بحصوله على شهادتي البكالوريوس والماجستير في جامعة تل أبيب، إضافة إلى نيله شهادة في علم الإجرام من الجامعة العبرية في القدس، وهو يُتقن اللغة العربية إلى حد كبير.
ويُعتبر روني ممثلاً للتيار الديني الصهيوني الذي يجمع بين القبعة الدينية وربطة العنق. ويُصنف في تيار اليهود المتدينين المتشددين، وقد عاش لفترة في إحدى المستوطنات بالقرب من رام الله، ثم انتقل إلى وسط إسرائيل حيث يقطن في تجمع ديني يدعى غفعات شموئيل بجانب تل أبيب. وهو أب لسبعة أولاد وجدّ لأربعة أحفاد.
وقد تقلد روني عدة مناصب منها قيادته للواء المظليين في الجيش الإسرائيلي لعدة أعوام، بعدها تم تنصيبه كنائب لرئيس اللواء رقم 50. وفي سنة 1987 التحق بالشاباك في أعقاب بداية الانتفاضة الفلسطينية الأولى، فأوكلت له أدوار ومسؤوليات أمنية قيادية، ويُذكر منها توليه قيادة منطقة الضفة الغربية ما بين عامي 2005 و2008، ثم أصبح مسؤولاً عن القدس وعن منطقة جنوب إسرائيل، كما أنه قائم بأعمال المدير العام للشاباك منذ يوليو 2014.
أما عن تجربته الأمنية فقد اكتسب روني خبرة واسعة في مجال الأمن والاستخبارات، فلُقب بالثعلب، بفضل ذكائه فيما يخص أساليب الخداع التي يعتمدها في عمله، كما اُشتهر بكونه محققاً ورجل استخبارات من الطراز الأول، ويتميز بالصرامة والقسوة حتى وُصف بأنه بارع في تحطيم من يستجوبهم. وقد اشتغل أثناء الانتفاضة الفلسطينية الأولى قائداً ميدانياً، وأشرف على تجنيد العملاء في الأراضي المحتلة خلال تلك الفترة الحرجة من تاريخ الاستخبارات الإسرائيلية، كما أنه يُعتبر بأنه من الخبراء البارزين في مجال بناء برامج استخباراتية إلكترونية داخل الشاباك. وفي سنة 2000، ترقى ليحتل منصب قائد قطاع في الشاباك، بما في ذلك قطاع القدس عقب الانتفاضة الفلسطينية الثانية. فضلاً عن مشاركته سابقاً عند فترة توليه منصب قائم بأعمال رئيس الشاباك في جلسات سرية ومناقشات أمنية عالية المستوى تم خلالها الموافقة على تنفيذ عمليات أمنية غاية في الحساسية، وذلك خلال اجتماعات كل من الحكومة ولجنة الخارجية والأمن بالكنيست والمجلس الأمني الحكومي المصغر.
وقد مكنته خبرته هذه باحتلال مراكز قيادية في جهاز الشاباك، بما فيها تعيينه مرشحاً لمنصب القائد العام للشرطة خلفاً ليورام كوهين من قبل رئيس وزراء إسرائيل بنيامين نتانياهو بتاريخ 27 سبتمبر 2015، وذلك بناءً على تزكيته من وزير الأمن الداخلي جلعاد أردان. ومن المهام التي أكد روني على أنه سيقوم بها خلال رئاسته إنقاذه لمؤسسة الشرطة من ورطتها وسوء إدارتها وصورتها السلبية في نظر الإسرائيليين، بينما يرى بعض المراقبون بأن هذا التعيين ستكون له عواقب في تعامل الشرطة مع الشعب الفلسطيني نظراً لكونه من اليهود المتطرفين المتواجدين داخل جهاز أمن إسرائيل.
وقد ذكرت صحيفة يديعوت أحرونوت الإسرائيلية المهام القادمة لروني الشيخ بقولها «إن رئيس الحكومة نتنياهو يريد منه عدة مهام، من بينها مواجهة الفلسطينيين الذين يلقون الحجارة على الجنود، والتعامل مع الوضع في القدس، وتعزيز القانون وفرضه في مناطق عرب 1948».